# Heidi Robbiani
Adelheid "Heidi" Robbiani (27 de outubro de 1950) é uma ginete suíça, especialista em saltos, medalhista olímpica.

## Carreira
Heidi Robbiani representou seu país nos Jogos Olímpicos de 1984, na qual conquistou a medalha de bronze nos saltos individual.